# Leona Siebenschön

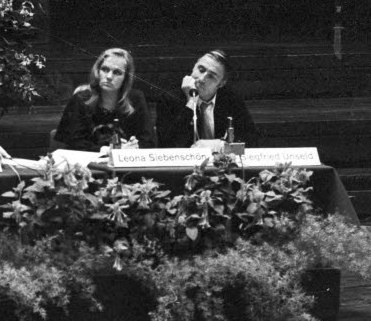
Leona Siebenschön mit Siegfried Unseld bei einem Podiumsgespräch während der Kieler Woche 1974

Leona Siebenschön (Pseudonym für Helga Petermann, * 6. Februar 1933 in Hamburg; † 27. September 2001) war eine deutsche Journalistin und Schriftstellerin.

## Leben
Leona Siebenschön absolvierte ein Studium der Philosophie, Germanistik und Pädagogik, das sie mit dem Staatsexamen abschloss. Sie war als Journalistin und Redakteurin (u. a. für die Wochenzeitung Die Zeit) tätig; anschließend lebte sie als freie Schriftstellerin in Hamburg.
Leona Siebenschön verfasste neben ihren journalistischen Arbeiten eine Reihe von Sachbüchern zu soziologischen und psychologischen Themen sowie einige erzählende Werke. Sie war Mitglied des PEN-Zentrums der Bundesrepublik Deutschland.

## Werke
- Was ein Junge über Mädchen wissen will, Oldenburg/Oldb. 1963 (unter dem Namen Helga Petermann)
- Was ein Mädchen über Jungen wissen sollte, Oldenburg [u. a.] 1964 (unter dem Namen Helga Petermann)
- Ehe zwischen Trieb und Trott, München 1968
- Die Unfähigkeit zu lieben, München 1976
- Im Kreidekreis, Frankfurt am Main 1979
- Der Mama-Mann, Frankfurt (Main) 1983
- Nacht leben, Frankfurt/Main 1983
- Niemandskind, Frankfurt (Main) 1984
- Wenn du die Freiheit hast ..., Köln 1986
- Nichts wie weg, Frankfurt 1987
- Mutter & Tochter, München 1988
- Sag mir, wie du heißt ..., Bergisch Gladbach 1988
- Die Angst vor der großen Liebe, Bergisch Gladbach 1989
- Die Einzelgänger, München 1989
- Der achte Himmel, Frankfurt am Main 1990